# Camponotus ferreri
Camponotus ferreri é uma espécie de inseto do gênero Camponotus, pertencente à família Formicidae.